# 梅林达德库埃斯塔-乌里亚
梅林达德库埃斯塔-乌里亚，是西班牙卡斯蒂利亚-莱昂布尔戈斯省的一个市镇。总面积122平方公里，总人口513人（2001年），人口密度4人/平方公里。